# シアン (色)

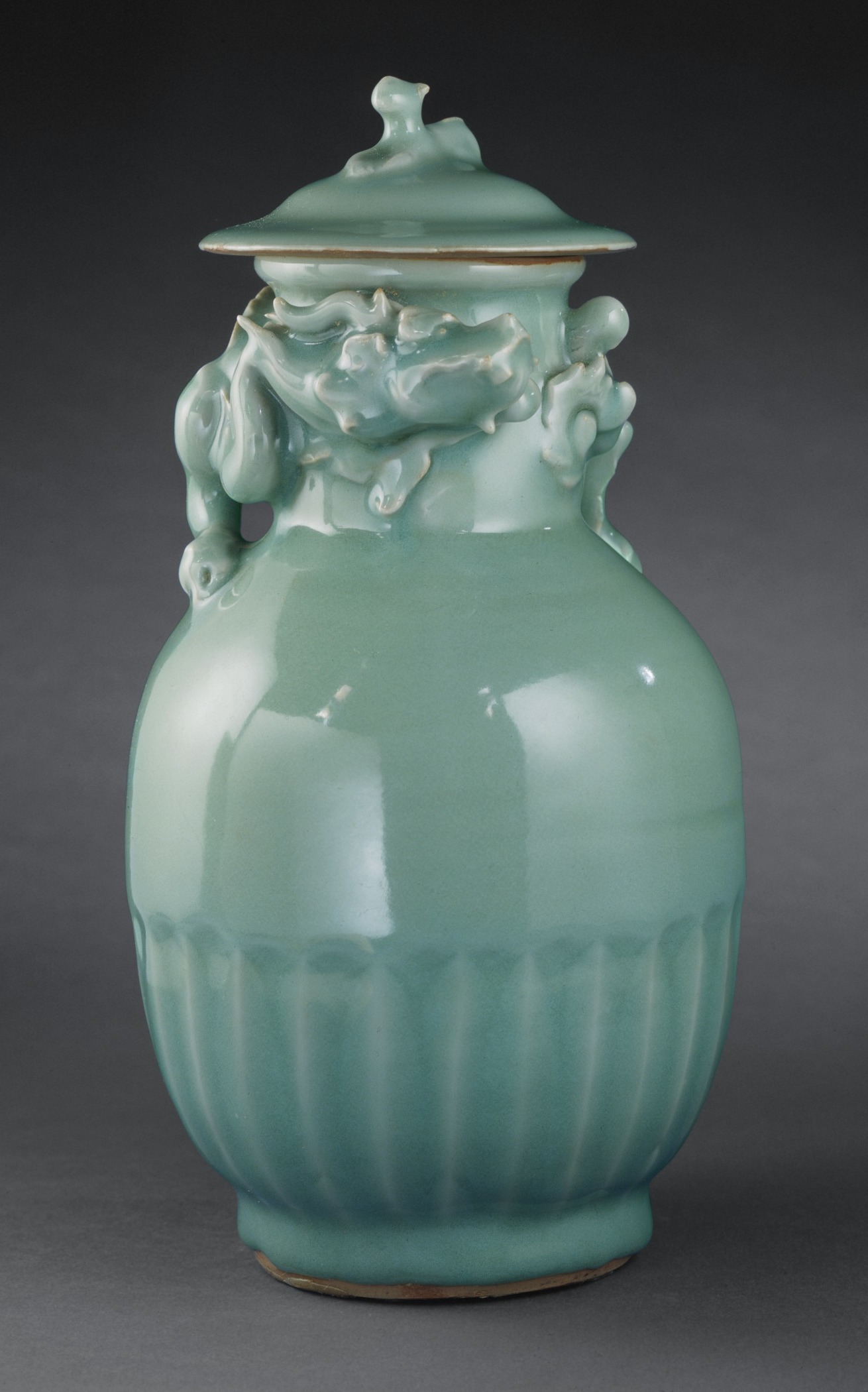
中国・南宋の骨壺

シアン（蘭: cyaan、英: cyan）は、色のひとつで、やや緑みの明るい青。水色に近い青緑色。色の三原色のひとつで、寒色に含まれる。藍紫色（らんししょく）とも呼ばれる。
シアンとは古代ギリシア語で「暗い青」を意味するcyanoaという単語から派生している。青写真（cyanotype）、チアノーゼ（cyanosis）などと同様の語源を持つ言葉である。藍緑色（らんりょくしょく）が同じ色をさすことがあるが、藍緑色と表記した場合にはアクアマリンを表すのが一般的である。

## 物体色としてのシアン

### 印刷技術におけるシアン
一般にシアンと言われた場合は、こちらのシアンを指す。シアンは色料の三原色（絵具の三原色）のひとつであり、カラー印刷でのインク・トナーに使われる。通常、マゼンタ (magenta)・イエロー (yellow)・キープレート (key plate) と共に使われるため、CMYKと呼ばれる（KはKey PlateのK〈色空間#CMYを参照〉である。blacKのKもしくはKuro〈黒〉のKと混同しないこと。）。印刷技術における専門用語になりつつあるが、この意味では青または藍と呼ぶことも多い。CMYK値で表すと
　C=100 M=0 Y=0 K=0
となる。
マゼンタと区別する目的でorange red（橙赤）とも言われる、光の三原色のひとつとしての赤 (primary red) の反対色で、シアン色の物体（顔料など）はL錐体が反応する波長を多く吸収する。

### JIS規格におけるシアン
日本工業規格 (JIS) でもシアンを色名として採用している。これは印刷用の原色としてのシアンとほぼ同じ色合いである。

## 光源色としてのシアン
光の三原色である青(#0000FF)と緑(#00FF00)を一対一の割合で混合した色に該当し、RGB値では
　(R, G, B) = (0, 255, 255)
で表される。ウェブカラーでCyanを指定すると、#00FFFFと同等に扱われる。これは、aquaと指定したものと同じ色である。
色合いとしてはかなり青緑に近い青で、赤の反対色である。シアンは青に比して緑が少ない傾向にある。この点に注目すると、赤の反対色はおおむね青緑色といった色相であると言える。

## 現実世界のシアン

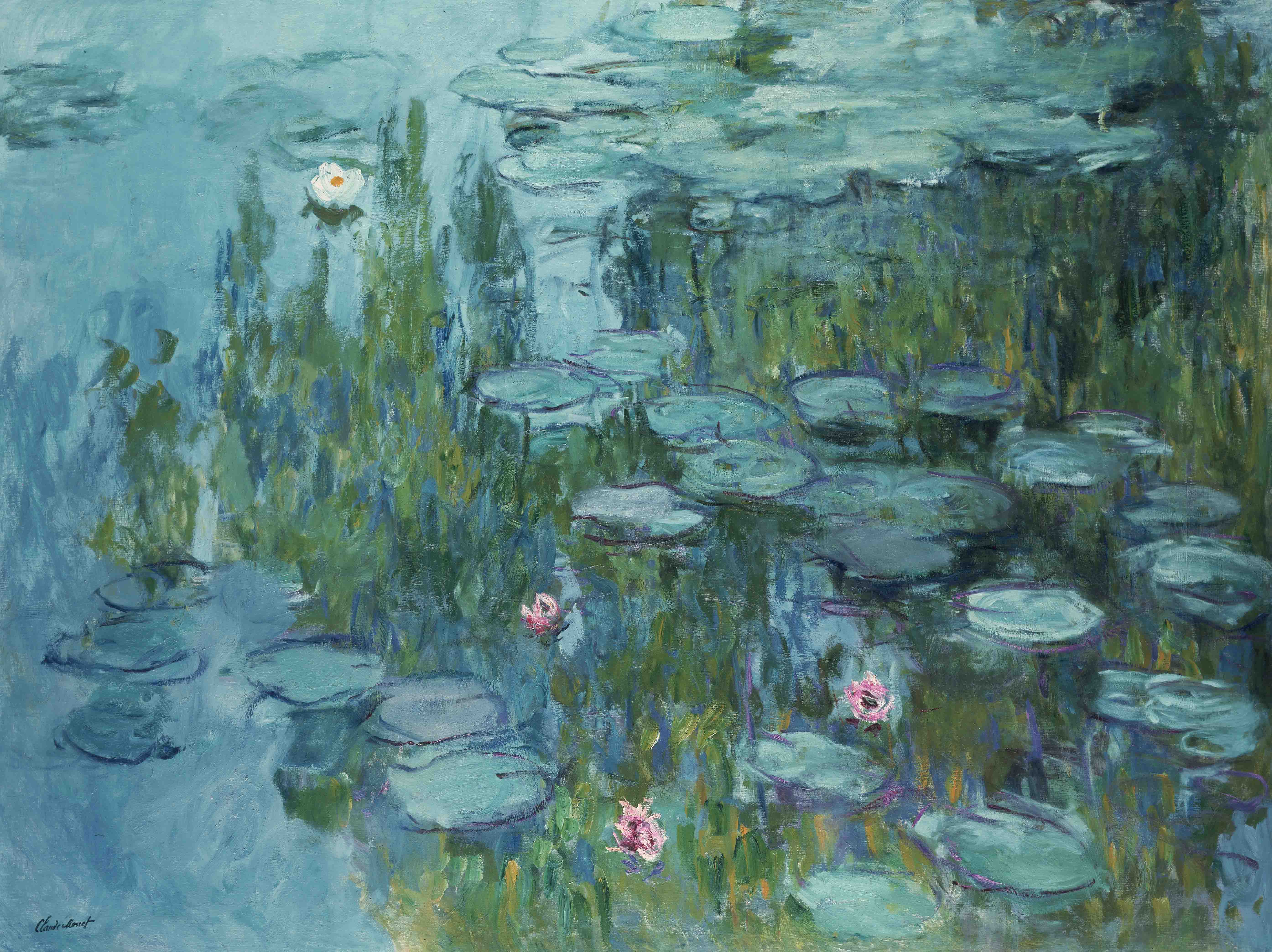
蓮花の絵
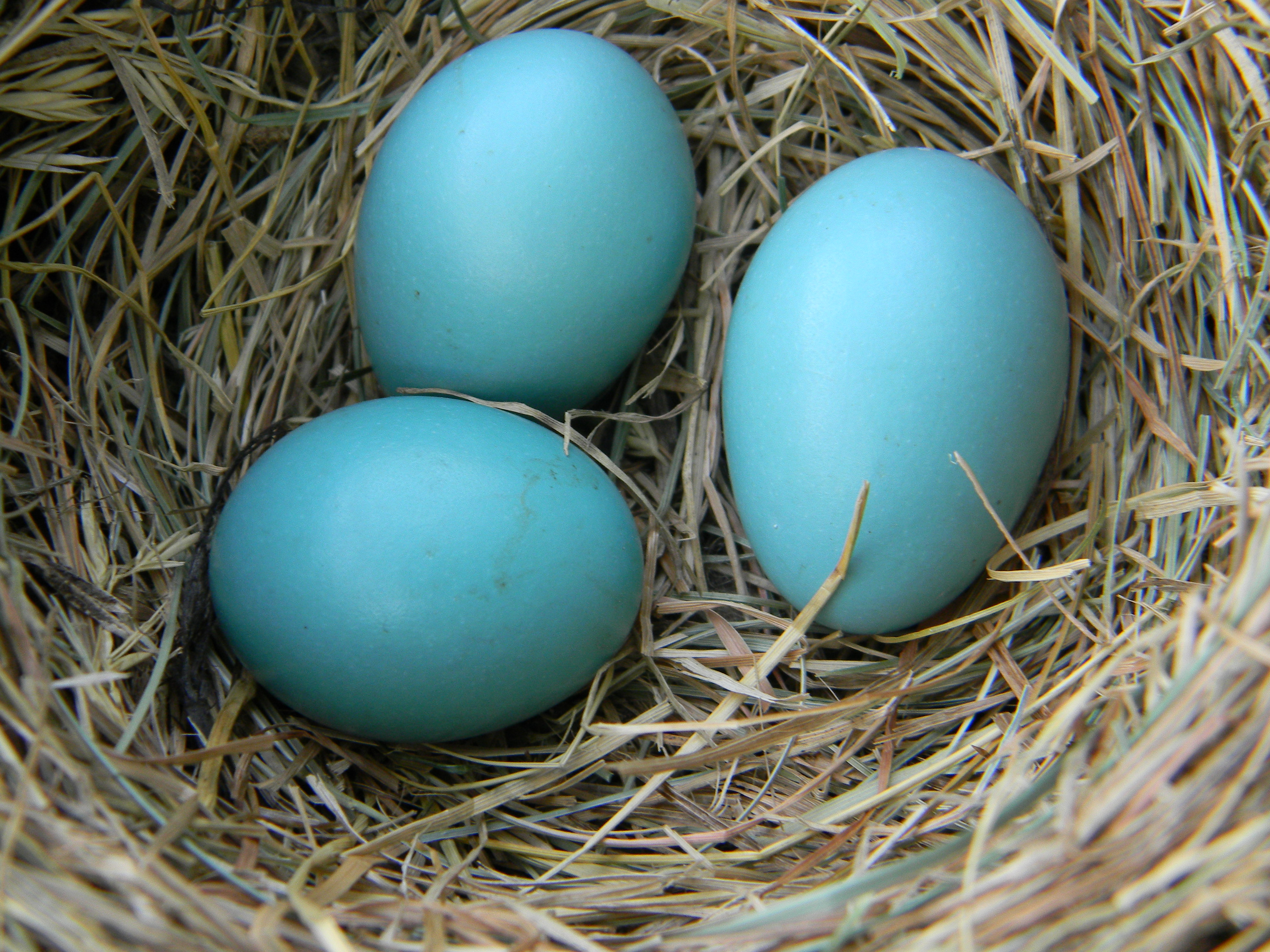
スズメ目の卵
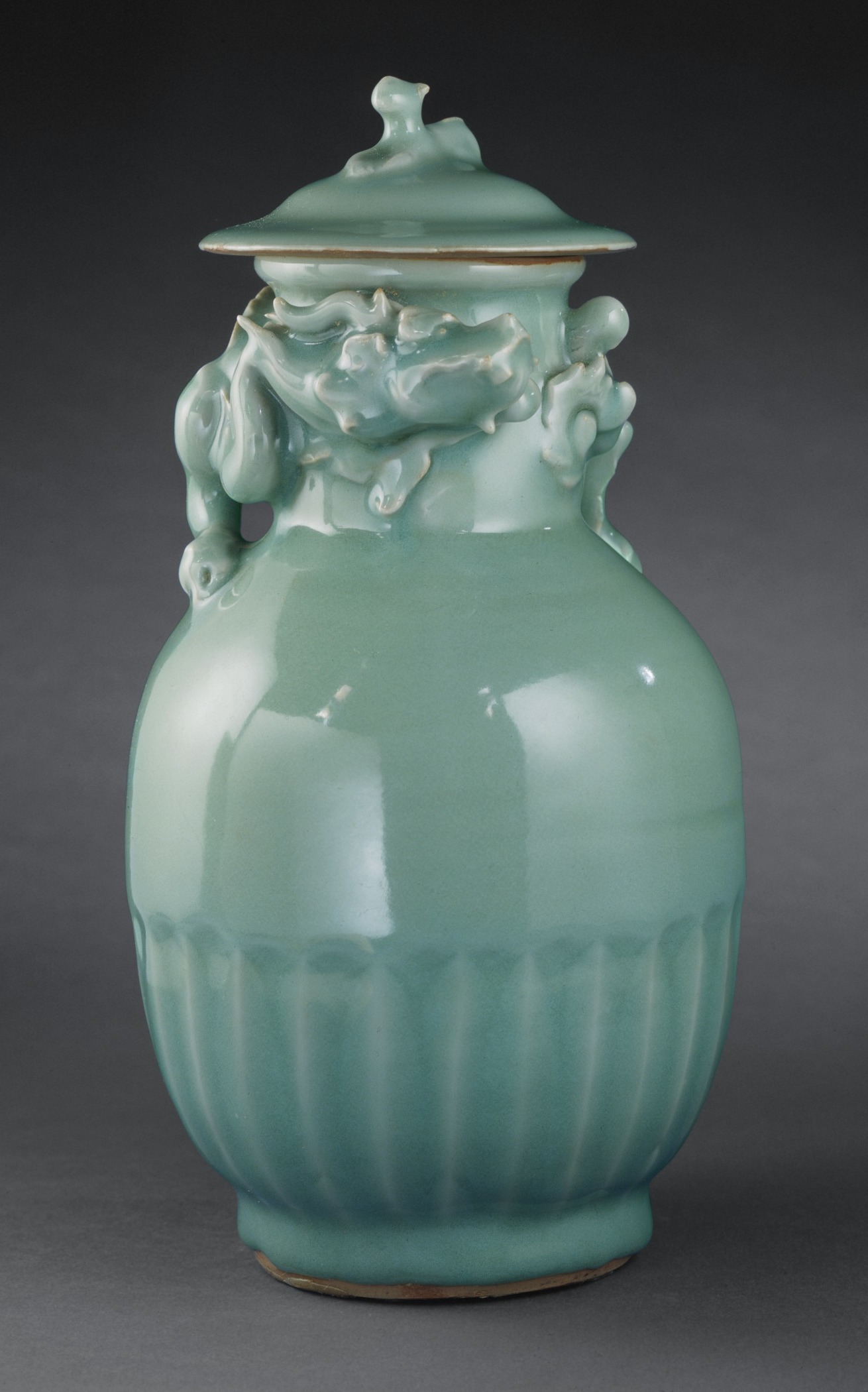
中国の磁器
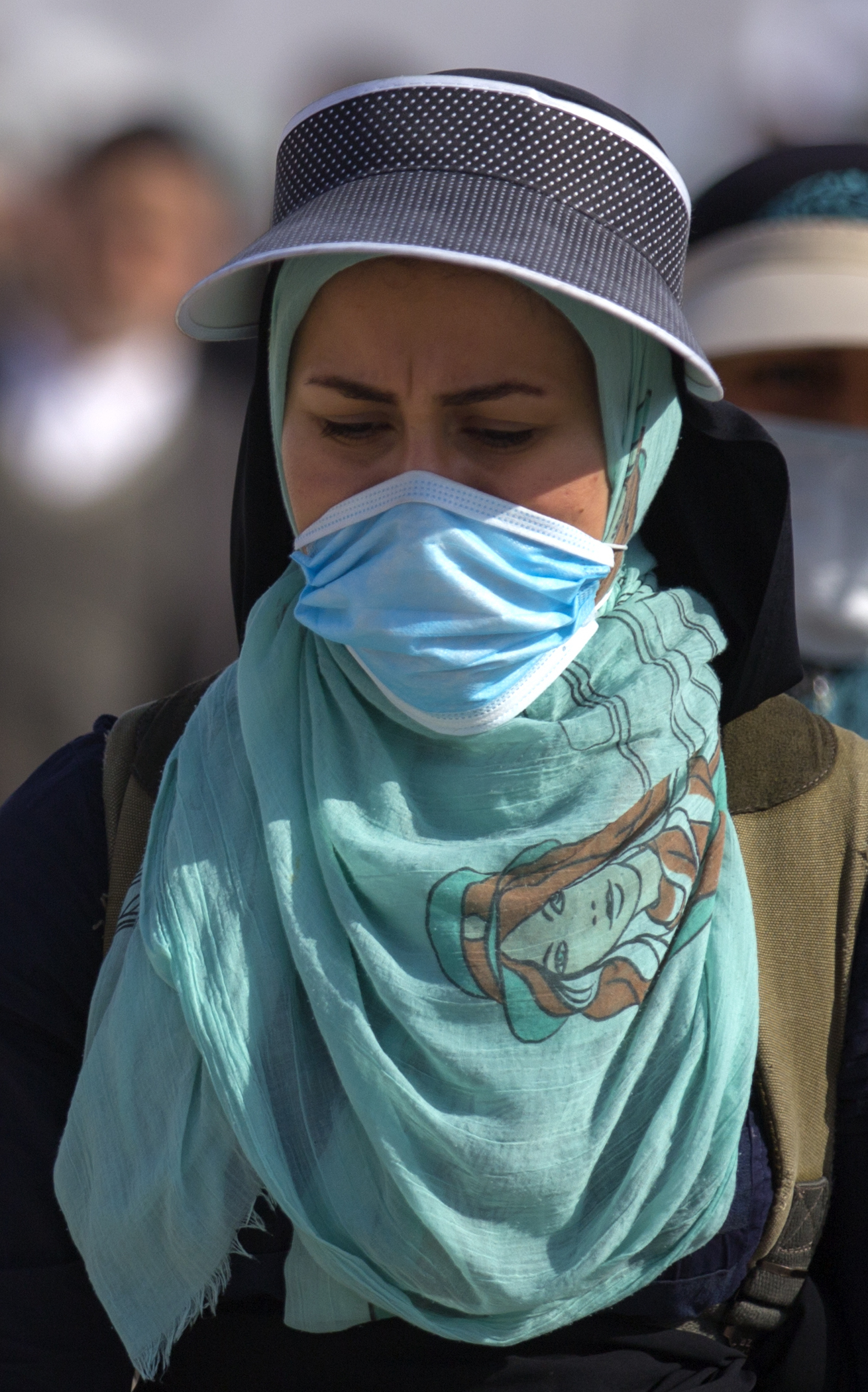
ラテンアメリカのマスク
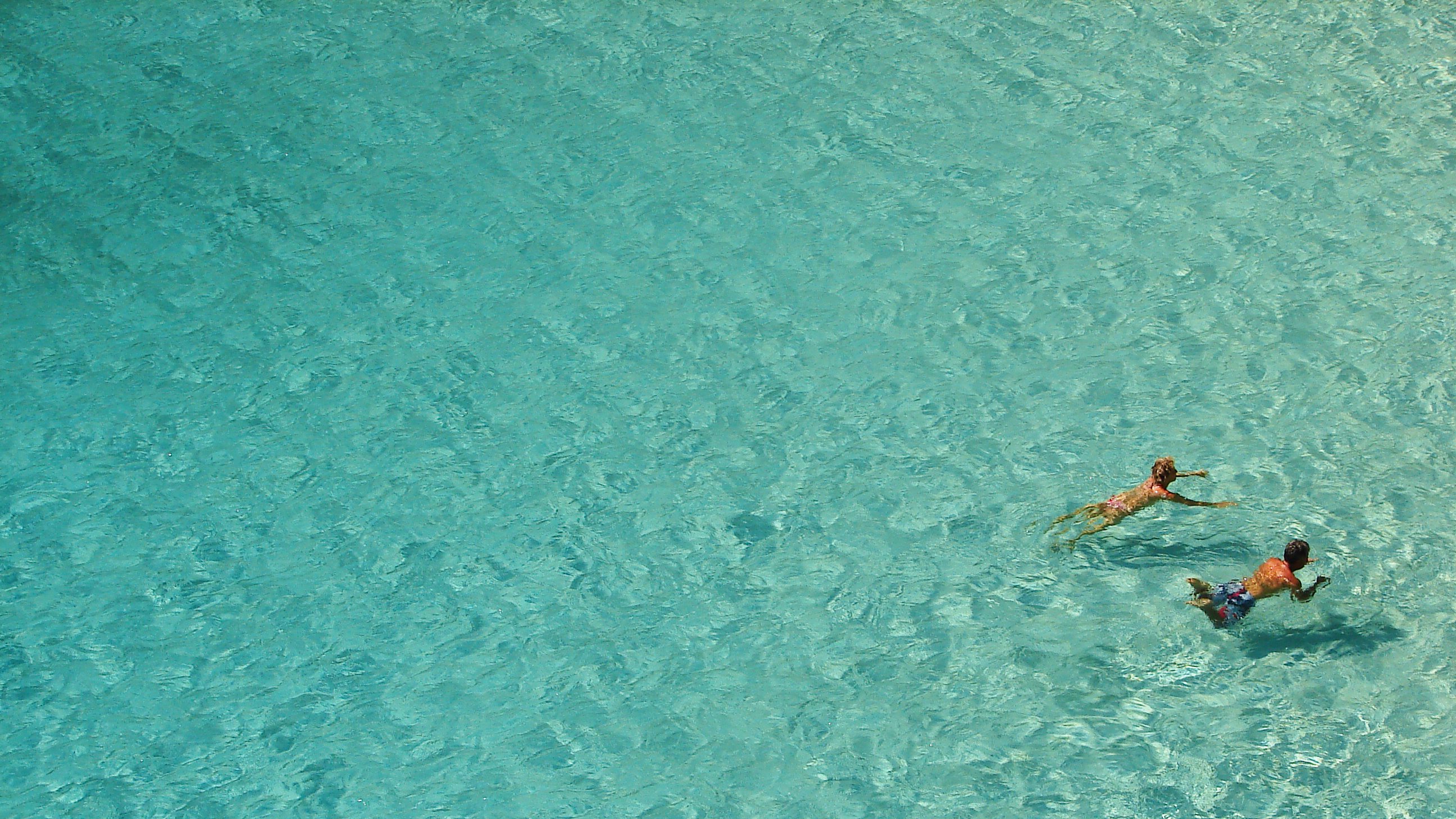
オーストリアの海
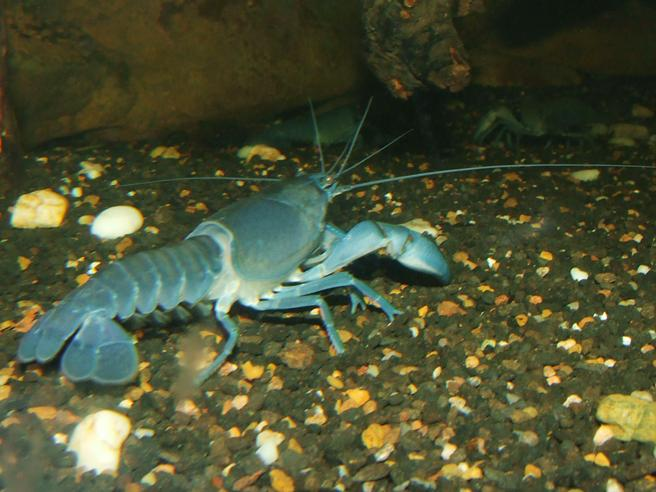
地中海のロブスター
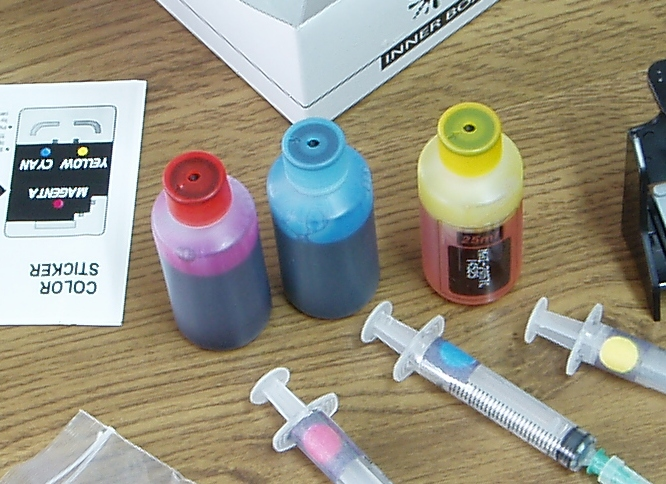
日本のカラー印刷用のインク。中央がシアン
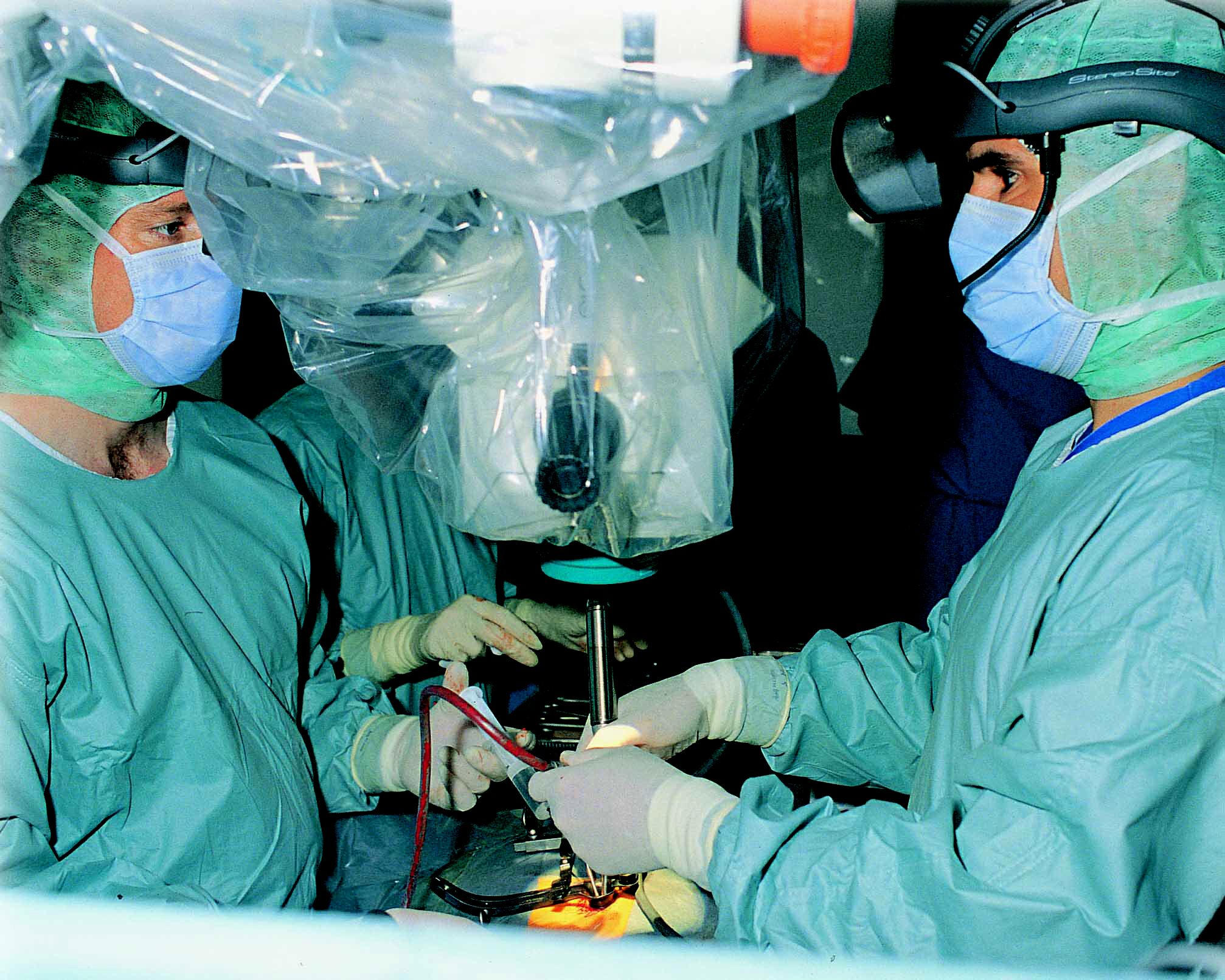
外科手術治療でこの色を使うのはまぶしさを軽減するとも言われるが、この主張の証拠は限られる。
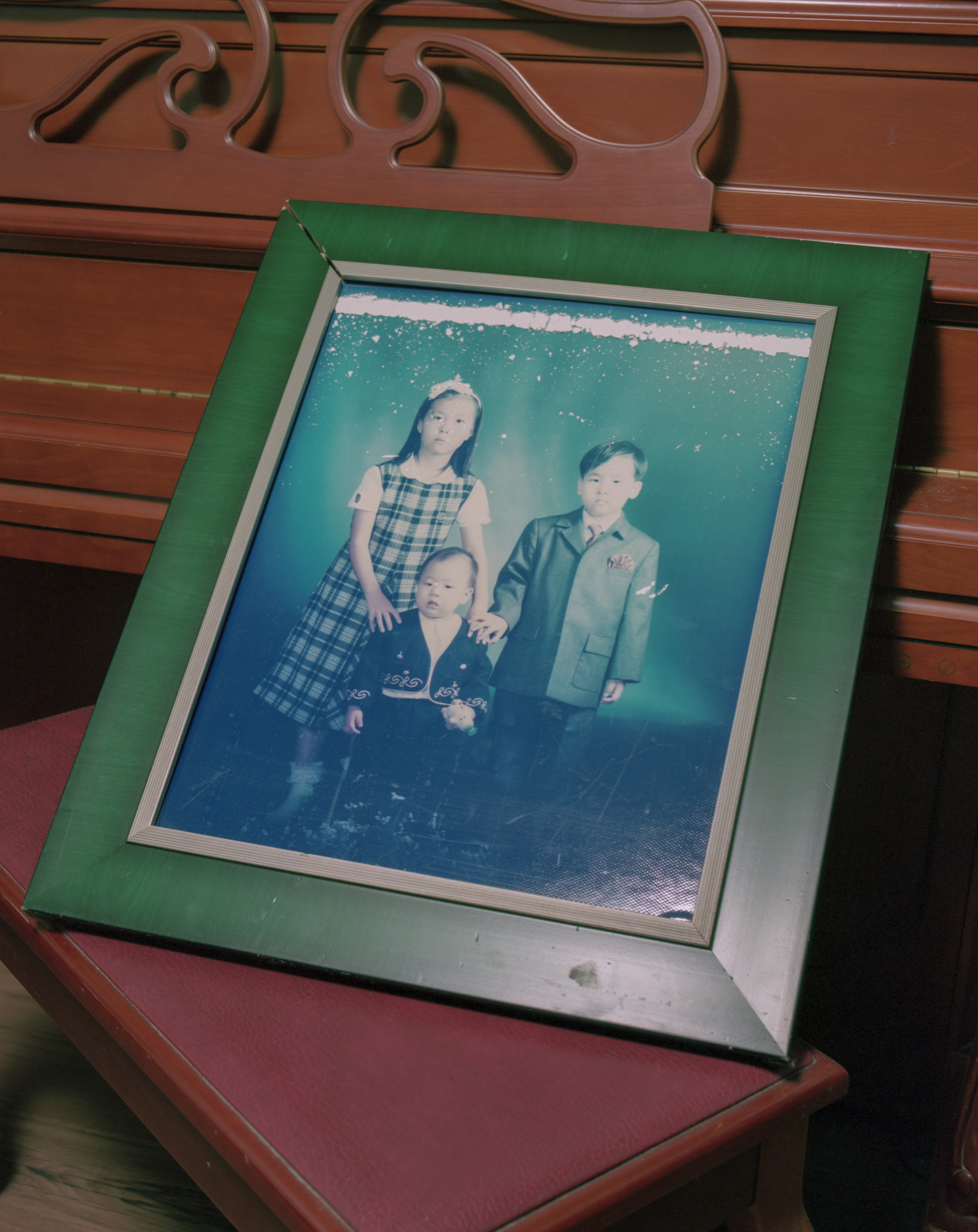
カラー写真の顔料が劣化し、シアン色になる

## 近似色
- 水色
- 青
- 緑
- 青緑
- ターコイズブルー
- アクアマリン
- 浅葱色
- コバルトブルー
- 空色
- セルリアンブルー